# Zhongdong, Gansu
Zhongdong (kinesiska: 中东) är en köping i nordvästra Kina. Den ligger i Jinta härad i staden Jiuquan i provinsen Gansu, omkring 630 kilometer nordväst om provinshuvudstaden Lanzhou. Antalet invånare är 11 921. Befolkningen består av 5 755 kvinnor och 6 166 män. Barn under 15 år utgör 16,0 %, vuxna 15-64 år 75 %, och äldre över 65 år 8,0 %.